# Pleiospermium alatum
Pleiospermium alatum är en vinruteväxtart som först beskrevs av Wight & Arn., och fick sitt nu gällande namn av Walter Tennyson Swingle. Pleiospermium alatum ingår i släktet Pleiospermium och familjen vinruteväxter. Inga underarter finns listade i Catalogue of Life.